# Bernard Lecomte
Pour les articles homonymes, voir Bernard Lecomte (homonymie) et Lecomte.
Pour l’article ayant un titre homophone, voir Bernard Leconte.
Bernard Lecomte, né le 22 novembre 1949 à Tunis, est un journaliste, éditeur, blogueur et écrivain français.

## Biographie
Il a fait ses études à Paris (lycées Carnot et Louis-le-Grand) tout en militant aux Jeunesses étudiantes chrétiennes (JEC). Il est diplômé de l'Institut national des langues et civilisations orientales — où il a étudié le russe et le polonais et où son père Gérard Lecomte était professeur d'arabe littéral — et de l'Institut d'études politiques de Paris (section service public).
À 15 ans, il a commencé à faire des piges au journal Tintin. Devenu journaliste professionnel, il a notamment été chef du service étranger à La Croix, rédacteur en chef de la revue Médiaspouvoirs, grand reporter à L’Express (où il a couvert la fin du communisme en Europe) et rédacteur en chef du Figaro Magazine. Il intervient régulièrement dans les médias (RCF, RTL, BFMTV, LCI, Europe 1, etc) à propos du Kremlin et sur le Vatican.
Il a publié une trentaine de livres consacrés au communisme, à l'URSS, à l'Europe de l'Est, au Vatican et à l'histoire de l'Église, ainsi que, depuis 2004, à la Bourgogne. Ses deux biographies de Jean-Paul II (Gallimard, 2003) et Gorbatchev (Perrin, 2014) font autorité. Il a été l'un des auteurs du spectacle présenté par Robert Hossein sous le titre Jean-Paul II - N'ayez pas peur au Palais des sports de Paris en septembre 2007.
Il a été membre, de 2006 à 2013, du conseil des Semaines sociales de France (SSF). 
Bernard Lecomte habite la Bourgogne depuis 1997. Il a été maire-adjoint du village de Saint-Denis-sur-Ouanne (Yonne) de 2001 à 2007, et conseiller municipal de 2007 à 2012. Il a travaillé pendant trois ans comme directeur de la communication au conseil régional de Bourgogne (2001-2004). Il a été administrateur du CRL (Centre régional du livre) de Bourgogne (2005-2010). Il est président du Club des écrivains de Bourgogne.
Il a animé, avec son épouse Évelyne Philippe, les Éditions de Bourgogne (2006-2014) et anime toujours, depuis 2008, le salon du livre "Livres en Vignes" au château du clos-de-vougeot (Côte-d'Or).

## Publications
- Lang'Zoo Story, polygraphie, École des Langues orientales, 1969
- Les Giscardiens (avec Christian Sauvage), Albin Michel, 1978  (ISBN 978-2-226-00590-8)
- L’Après-communisme de l’Atlantique à l’Oural (avec Jacques Lesourne), Robert Laffont, 1990  (ISBN 978-2-221-06920-2)
- La Vérité l’emportera toujours sur le mensonge : comment le pape a vaincu le communisme, Jean-Claude Lattès, 1991  (ISBN 978-2-7096-1056-8)
- Le Bunker : vingt ans de relations franco-soviétiques, Jean-Claude Lattès, 1993  (ISBN 978-2-7096-1409-2)
- Nadia (roman), Éditions du Rocher, 1994  (ISBN 978-2-268-01808-9)
- Revue de presse (roman), Jean-Claude Lattès, 1997  (ISBN 978-2-7096-1755-0)
- Dictionnaire politique du XXe siècle (avec Patrick Ulanowska), Pré-aux-Clercs, 2000  (ISBN 978-2-84228-130-4)
- Jean-Paul II, Gallimard, 2003  (ISBN 978-2-07-075234-8) ; édition poche : Folio, no 4335, 2006  (ISBN 978-2-07-032100-1)
- Histoire illustrée de la Droite française, Pré-aux-Clercs, 2004  (ISBN 978-2-84228-130-4)
- La Bourgogne, quelle histoire ! (BD avec Jean-Louis Thouard), Éditions de Bourgogne, 2004  (ISBN 978-2-902650-01-9) ; traduction anglais : Burgundy, What A Story!  (ISBN 978-2-914293-03-7))
- Paris n’est pas la France, Jean-Claude Lattès, 2005  (ISBN 978-2-7096-2562-3)
- Aux Bourguignons qui croient au ciel et à ceux qui n’y croient pas, entretien avec Mgr Minnerath, Éditions de Bourgogne, 2005  (ISBN 978-2-902650-05-7)
- Benoît XVI, le dernier pape européen, Perrin, 2006 ; réédition augmentée : Perrin, 2011  (ISBN 978-2-262-03603-4)
- Le Pape qui fit chuter Lénine, CLD, 2007  (ISBN 978-2-854435-04-7) ; réédition sous le titre Le Pape qui a vaincu le communisme : Tempus, 2019  (ISBN 978-2-262-08186-7)
- Blog à part (Vous reprendrez bien un peu de campagne électorale ?), Éditions de Bourgogne, 2007  (ISBN 978-2-902650-10-1)
- Roger Etchegaray, J'ai senti battre le cœur du monde, conversations avec Bernard Lecomte, Fayard, 2007 ; réédition : Tallandier, coll. « Texto », 2019  (ISBN 979-10-210-3655-0)
- Les Secrets du Vatican, Perrin, 2009  (ISBN 978-2-262-02416-1) ; réédition : Tempus, 2011  (ISBN 978-2-262-03504-4)
- Il était une fois la Puisaye-Forterre (avec Xavier Lauprêtre), Éditions de Bourgogne, 2009  (ISBN 978-2-902650-16-3)
- Pourquoi le pape a mauvaise presse, entretiens avec Marc Leboucher, Desclée de Brouwer, 2009  (ISBN 978-2-220-06142-9)
- 100 Photos pour comprendre Jean-Paul II, L’Éditeur, 2010  (ISBN 978-2-36201-018-7)
- Le Roman des papes, Éditions du Rocher, 2011  (ISBN 978-2-268-07124-4)
- Les Derniers Secrets du Vatican, Perrin, 2012  (ISBN 978-2-262-03410-8)
- La Bourgogne pour les nuls, Éditions First, 2013  (ISBN 978-2-7540-3959-8)
- Gorbatchev, Perrin, coll. « Pour l'Histoire », 2014  (ISBN 978-2-2620-3143-5)
- Les Papes qui ont changé l'histoire (illustré par Philippe Lorin), Gründ, 2014  (ISBN 978-2-324-00707-1)
- La Bourgogne en aquarelles (avec Roger Hirsch), Autoédit, 2015
- Dictionnaire amoureux des papes, Paris, Plon, coll. « Dictionnaires amoureux », 2016  (ISBN 978-2-259-22056-9)
- Les Secrets du Kremlin, Perrin, 2016  (ISBN 978-2-262-04118-2)
- L'Histoire du communisme pour les Nuls, First, 2017  (ISBN 978-2-7540-6409-5)
- Le Monde selon Jean-Paul II, Éditions Tallandier, 2018  (ISBN 979-102102860-9)
- Tous les secrets du Vatican, Perrin, 2019  (ISBN 978-2-262-08208-6)
- KGB : la véritable histoire des services secrets soviétiques, Perrin, 2020  (ISBN 978-2-262-07635-1)
- Jérusalem Magazine, an 0, Éditions du Cerf, 2020  (ISBN 978-2-204-14176-5)
- Jérusalem Magazine, an 33, Éditions du Cerf, 2021  (ISBN 978-2-204-14372-1)
- Ces chrétiens qui ont changé le monde, Tallandier, 2022
- Les secrets du Kremlin (nouvelle édition complétée par un chapitre sur la guerre en Ukraine), Perrin, 2022
- France-Vatican : deux siècles de guerre secrète, Perrin, 2024

## Distinctions
- Chevalier de la Légion d'honneur
- Chevalier de l'ordre du Mérite, Pologne
- Commandeur de la Confrérie des Chevaliers du Tastevin